# Bloccanti della pubertà
I bloccanti della pubertà (detti anche inibitori della pubertà o bloccanti ormonali) sono medicinali utilizzati per ritardare temporaneamente i cambiamenti fisici associati alla pubertà nei bambini. I bloccanti della pubertà più comunemente usati sono gli agonisti dell'ormone di rilascio delle gonadotropine (GnRH), che sopprimono la produzione naturale degli ormoni sessuali, come gli androgeni (ad es. testosterone) e gli estrogeni (ad es. estradiolo).
I bloccanti della pubertà sono utilizzati per ritardare la pubertà nei bambini affetti da pubertà precoce. Dagli anni '90, sono utilizzati anche per ritardare lo sviluppo di caratteristiche sessuali secondarie indesiderate nei bambini transgender, in modo da consentire ai giovani transgender più tempo per esplorare la propria identità di genere, secondo quello che è divenuto noto come "Protocollo olandese". È stato dimostrato che riducono la depressione e la tendenza al suicidio nei giovani transgender e non binari.
Gli stessi farmaci sono usati anche nella medicina della fertilità e per trattare alcuni tumori sensibili agli ormoni negli adulti.
L’uso dei bloccanti della pubertà è sostenuto dalla Endocrine Society e dalla World Professional Association for Transgender Health (WPATH). Negli Stati Uniti, dodici importanti associazioni mediche, tra cui l'American Medical Association, l'American Psychological Association, e l'American Academy of Pediatrics ne supportano l'uso. In Australia, quattro organizzazioni mediche ne sostengono l'utilizzo.
Negli anni 2020, la somministrazione di bloccanti della pubertà per la disforia di genere nei bambini è diventata oggetto di controversia politica, con il Regno Unito che ha interrotto la prescrizione di routine e alcuni stati degli Stati Uniti che ne hanno criminalizzato l’uso.

## Utilizzo clinico
I bloccanti della pubertà vengono prescritti in diverse situazioni:
- Disforia di genere: per prevenire lo sviluppo di caratteristiche sessuali secondarie indesiderate e consentire alle persone transgender o non binarie di guadagnare tempo per esplorare la propria identità di genere prima di prendere decisioni più permanenti.
- Pubertà precoce: per ritardare una pubertà insolitamente anticipata e garantire uno sviluppo fisico ed emotivo più in linea con i coetanei.

## Modalità di somministrazione
I farmaci più comuni includono analoghi del GnRH, come il leuprolide e la triptorelina, somministrati tramite iniezioni regolari o impianti sottocutanei a rilascio lento.

## Effetti collaterali
Gli effetti collaterali possono includere:
- Diminuzione della densità ossea;
- Alterazioni dell'umore o depressione;
- Possibile impatto sulla fertilità a lungo termine, se utilizzati per periodi prolungati.

## Aspetti etici e controversie
L'uso dei bloccanti della pubertà, in particolare nei giovani con disforia di genere, è un tema oggetto di dibattito in ambito medico, etico e sociale. Alcuni sostengono che il trattamento possa migliorare la salute mentale dei pazienti, mentre altri sollevano preoccupazioni riguardo ai potenziali rischi a lungo termine e alla capacità dei giovani di prendere decisioni informate.

## Normativa
La disponibilità e l'accesso ai bloccanti della pubertà variano a seconda del paese, con alcune nazioni che li regolano più rigorosamente di altre.